# Yamaha SR250
A Yamaha SR250 egy egyhengeres, négyütemű, léghűtéses motorkerékpár, amit a Yamaha Motor Company gyártott az Amerikai Egyesült Államokban 1980 – 1982-ig.Hasonló hozzá a valamivel öregebb SR500. 72 mérföldes (115–120 km/h) végsebességével nem számított csúcskategóriás motornak, de úttartásával és megbízhatóságával mégis megállta a helyét.

## Külső hivatkozások
- Yamaha SR250